# MAA Movies
 (août 2020).
Si vous disposez d'ouvrages ou d'articles de référence ou si vous connaissez des sites web de qualité traitant du thème abordé ici, merci de compléter l'article en donnant les références utiles à sa vérifiabilité et en les liant à la section « Notes et références ».
MAA Movies est la deuxième chaîne de cinéma 24h/24 située à Télougou elle fait partie du réseau de télévision MAA. MAA Movies est maintenant disponible à Singapour sur IPTV Singtel Mio TV Chaîne 670 et également disponible en Malaisie sur la chaîne de télévision par câble ABNXcess Chaîne 584.